# Caserío de los Negros
El Caserío de los Negros o Caserío de Filipinas fue un predio que funcionó en las últimas décadas del siglo XVIII y primeras del siglo XIX en el territorio del actual Uruguay, donde se alojaban en cuarentena los esclavos que entraban por el puerto de Montevideo, para su posterior distribución en varios países del Virreinato del Río de la Plata.

## Contexto histórico
De acuerdo al historiador Isidoro de María, la introducción de esclavos no se dio hasta 30 años después de la fundación de Montevideo. El primer cargamento de esclavos arribó en 1756 proveniente de Angola, permitiéndose que estos se depositaran en la ciudad. De María afirma que de esta situación estalló una epidemia que se cobró la vida de muchos habitantes de la ciudad, así como de la mayoría de los esclavos de ese embarque. Otras investigaciones han relativizado 1756 como el año de la introducción de esclavos, por registros del Cabildo de Buenos Aires en los cuales se especifica 1743 como el primer arribo de esclavos a la Banda Oriental o porque de acuerdo a Franciso Bauzá, en 1751 Montevideo ya contara con 940 habitantes y 141 esclavos.
En 1767, otro cargamento de esclavos arribó a Montevideo, y esta vez se dio permiso para que el alojamiento de los mismos se hiciera en el predio de un horno de fábrica de adobe que se ubicaba extramuros, es decir, fuera de la muralla que rodeaba el Montevideo colonial, y se encontraba cerca a las fuentes de agua públicas. En esta oportunidad, el Cabildo de Montevideo, haciéndose eco de la preocupación ciudadana de que una nueva epidemia estallara en la ciudad, elevó al gobernador militar de la ciudad Agustín de la Rosa, un pedido de que alojaran a los esclavos en la costa del Cerro, alejados de la fortificación. A pesar de la resistencia del gobernador, los esclavos fueron finalmente puestos en cuarentena en un lugar de la costa montevideana, ubicado entre el arroyo Miguelete y el Cerro.
La noticia de un nuevo cargamento de personas que iba a arribar a Montevideo en 1787, a cargo de la empresa de comercio y trata de esclavos Compañía de Filipinas motivó que el Cabildo declarara, en nota fechada el 31 de enero de ese año:

Previa consulta de los facultativos Don José Giró, Don Domingo Garrido, Don Manuel Francés y Don Manuel Ramón, se acordó que incontinenti se le intimase al apoderado de la Compañía de Filipinas, que dispusiese de habitación bastante para los negros que se esperaban, y además que sucesivamente vendrán a este puerto, en la boca del arroyo Miguelete, hacia la parte del Cerro, que es el paraje que esta a costa del mar y se nombra Jesús María, distante de esta ciudad tres cuartos de legua, en cuyo puesto deben permanecer precisamente como el más cómodo para ellos mismos y sin riesgo alguno público.
Del mismo modo, que los que muriesen sean enterrados en aquel lugar y no sean sus cadáveres conducidos al camposanto de esta ciudad.

## El Caserío
La Compañía de Filipinas erigió ese lugar, el cual según De María, "ocupaba una manzana de terreno bajo muro, teniendo en el centro cinco piezas edificadas, dos grandes almacenes, cocinas, etc., techo de paja".
Hasta la primera década del siglo XIX se utilizó como "depósito, marcaje, engorde, venta y cementerio, por donde pasaron casi 70.000 víctimas del comercio esclavista".
A principios del siglo XIX el comercio de esclavos disminuye y existen iniciativas de utilizar sus instalaciones para otras actividades, como la propuesta de 1804 de alquilar “un cuartel de la Casa de los Negros” para depósito de trigo. Dicha idea fue elevada a las autoridades, en la cual el interesado plantea “[...] en caso de alquilársele dicho cuartel, procedería previamente al envío al lugar de un capataz con otro hombre a efectos de limpiar con agua caliente el lugar, para exterminar las innumerables pulgas de que estaba plagado”. Dicha empresa no fue aceptada con el argumento de que el lugar había "sido habitado recientemente por negros enfermos”.
Posteriormente, cuando ocurrieron dos sitios consecutivos de Montevideo, el primero entre mayo y octubre de 1811 y el segundo entre 1812 y 1814, que afectaron agudamente la vida económica de la Banda Oriental, lo que provocó finalmente que el predio quedara en desuso y en progresivo deterioro, tomando el nombre vulgar de "Caserío de los Negros".

## Destino posterior

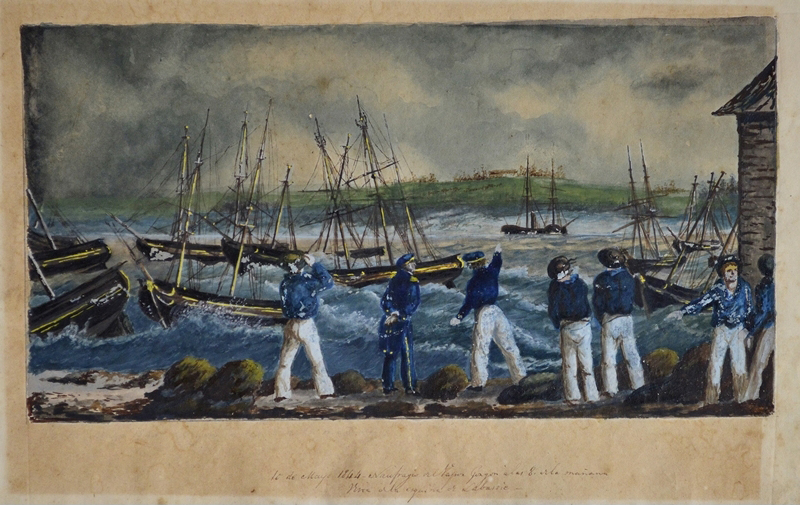
Acuarela de Juan Manuel Besnes e Irigoyen que trata del encallamiento del vapor inglés "Gorgon" en las costas de Montevideo el 10 de mayo de 1844 debido a un temporal que arrastró la embarcación contra las barrancas de Capurro. De acuerdo a la investigación de José López Mazz y Roberto Bracco, la edificación de gran tamaño que se recorta en el horizonte debe ser el Caserío de los Negros.

El predio, por orden de Carlos María de Alvear, fue utilizado por las tropas españolas como alojamiento temporal, cuando estas evacuaron la fortificación de Montevideo en junio de 1814 y, posteriormente, fue aprovechado por las tropas de Fernando Otorgués. Para febrero de 1816, el Cabildo mandó a inspeccionar el lugar y de acuerdo a De María, se encontraba ya en estado ruinoso:

Destechadas las piezas de azoteas, las cocinas y los dos almacenes de veinte varas de largo cada uno. Faltaban cuarenta puertas y ventanas con sus marcos, y más ocho puertas y marcos de las piezas de azotea. El portón principal, también repelus, y las palmas sirviendo de palenque.

En 1843, el Estado uruguayo vendió el predio que alojaba entonces unas construcciones ruinosos y casi 60 años después de ese hecho, la revista Rojo y Blanco, en su edición del 13 de diciembre de 1902, da cuenta de la definitiva demolición de las ruinas que se mantenían en pie. Dicha publicación mencionaba que las ruinas han "cedido á las piquetas de los obreros, sin un quejido doloroso, sin una protesta... en holocausto al progreso urbano y á las necesidades del tránsito público.".

## En elsigloXXI
No obstante haber cumplido un rol muy importante por sus diferentes funciones, así como ser un lugar de referencia geográfica por sus dimensiones, hasta la segunda mitad del siglo XIX, su ubicación fue olvidada a partir de la demolición de sus ruinas en 1902 y se genera entre historiadores diferentes versiones respecto al emplazamiento original del predio. Apenas cinco años después de ese hecho, Orestes Araújo afirmaba en su "Historia compendiada de la civilización uruguaya" (1907), que De María había mencionado dos lugares distintos respecto a su emplazamiento, por un lado en la desembocadura del Miguelete y hacia la costa del Cerro, mientras que en otra obra de De María, dice que la edificación se ubicada entre los arroyos Miguelete y de Seco. No obstante, Rómulo Rossi, en sus "Recuerdos y crónicas de antaño" (1922) afirma que el de la Playa Capurro y el del Arroyo Seco eran dos lugares diferentes para el depósito de esclavos. Estos son solo algunos ejemplos de las confusiones que se dieron a lo largo del siglo XX que provocaron que tanto proyectos de investigación, como entidades estatales lo ubicaran y buscaran en distintos lugares.
En 2009, el investigador de la Universidad de la República, Roberto Bracco, en el marco de un estudio sobre el puerto de Montevideo, ubicó el "Caserío de los Negros" en un predio ocupado en la actualidad por la escuela n.º 47 de Capurro. Anteriores investigaciones habían planteado que el Caserío estaba ubicado en el predio de la actual planta de Ancap de La Teja. Este descubrimiento motivó la realización de un proyecto de diagnóstico arqueológico, apoyado por la UNESCO - Uruguay y llevado a cabo en el año 2011 por Bracco junto al también antropólogo José López Mazz, el cual se tituló «Arqueología de la esclavitud con la escuela». Ese trabajo habilitó la realización de excavaciones de los muros perimetrales de la escuela n.º 47 así como la remoción de revoques de la construcción para dejar expuestos fragmentos de los muros originales del Caserío.
El otro proyecto de diagnóstico arqueológico que derivó de la investigación, fue apoyado por la Comisión de Patrimonio Cultural de la Nación del Ministerio de Educación y Cultura en el año 2013 y permitió encontrar los cimientos del Caserío. El mismo tuvo lugar en el año 2013 y también incluyó la declaratoria del sitio como Monumento Histórico Nacional, impulsándose la construcción de un memorial.
 
 Los hallazgos de 2018 ubican vestigios del establecimiento denominado Caserío de los Negros en el predio actual de la Escuela Nº 47, del barrio Capurro, delimitado por avenida Capurro, calle Juan María Gutiérrez y rambla Baltasar Brum. Se logró identificar el sitio a través del plano de agrimensura de la Junta Topográfica, que se encuentra en el Archivo Nacional, de cuando el predio fue enajenado por el Estado hacia un privado en el año 1847, y coincidente con el predio de la actual Escuela N° 47. El Intendente de Montevideo de ese momento planteó llamar a un concurso para la creación de un memorial, con una dobe simbología: el recuerdo de la barbarie de la esclavitud y el reconocimiento del aporte de la raza negra a la identidad uruguaya.
En 2022 la Junta Departamental de Montevideo (JDM) facultó a la Intendencia para que coloque un monolito en el Parque Capurro.

El 25 de julio del año 2022, se declaró Sitio de Memoria Histórica como «de interés municipal», en ocasión de conmemorarse el Día de la mujer afrodescendiente y de la diáspora. Se establece el Sitio de Memoria del Caserío de Filipinas que reconoce el «espacio del Caserío» como una región que comprende: las barrancas de la bahía Capurro,  el arroyo Miguelete, una escuela, un jardín de infantes, una plaza pública, y casas de vecinos.
El sitio había sido incluido en el programa La Ruta del Esclavo de Unesco en el año 2009, se declaró Monumento Histórico Nacional en el 2013 y Sitio de Memoria en el 2022.

El 25 de octubre de 2023 mediante resolución número 42 la Comisión Nacional Honoraria de Sitios de Memoria, resolvió nombrar al «Caserío de los Negros» como Sitio de Memoria.
En 2024 se iniciaron cateos en un padrón adyacente al de la escuela, buscando materiales arqueológicos del Caserío de la Real Compañía de Filipinas. En los cateos, el equipo de arqueólogos de la Facultad de Humanidades y Ciencias de la Educación (FHCE) de la UDELAR ubicó un enterramiento ocupado por un esqueleto, dato que se hizo público el 25 de octubre de ese año.
En febrero de 2025 la Secretaría de Equidad Étnico Racial y Poblaciones Migrantes de la Intendencia de Montevideo presentó los avances en la investigación. La actualización de información y la presentación del informe sobre los hallazgos arqueológicos que indicaron que el cuerpo correspondía a un adolescente.
El 11 de marzo de 2025 la Institución Nacional de Derechos Humanos y Defensoría del Pueblo, y la facultad FHCE, presentaron los resultados de las investigaciones arqueológicas realizadas en el Caserío de la Real Compañía de Filipinas, conocido como «Caserío de los Negros». 
El estudio del esqueleto mostró: una estatura aproximada de 157 cm, cuatro dientes incisivos superiores modificados con patrón característico, formando ángulos (como la mitad inferior de un hexágono) y otros signos que son compatibles con tuberculosis de columna. El posterior estudio de ADN estableció el sexo masculino (cromosomas X e Y) del esqueleto.